# Pelidnota viridicuprea
Pelidnota viridicuprea är en skalbaggsart som beskrevs av Ohaus 1908. Pelidnota viridicuprea ingår i släktet Pelidnota och familjen Rutelidae. Inga underarter finns listade i Catalogue of Life.